# Deutsche Partei (Württemberg)
Die Deutsche Partei war eine 1866 gegründete Partei in Württemberg. Sie entsprach in ihren Zielen im Wesentlichen der Nationalliberalen Partei anderer deutscher Staaten.

## Entstehung
Im Jahre 1864 zerbrach die liberale württembergische Fortschrittspartei durch die Gründung der linksliberalen Demokratischen Volkspartei. Daraufhin gründeten nach dem Deutschen Krieg am 7. August 1866 nationalliberal gesinnte Persönlichkeiten aus den Resten der alten Fortschrittspartei die Deutsche Partei mit dem Ziel eines von Preußen geführten Nationalstaats. Unter den Gründungsmitgliedern waren  Julius Hölder, Gustav Siegle, Kilian Steiner, Eduard Pfeiffer und der Tübinger Rechtsgelehrte Robert Römer, ein Sohn Friedrich Römers.  Die Partei verstand sich als Interessenvertretung des protestantischen industriellen Bürgertums und stand bis 1875 unter der Führung Hölders.

## Entwicklung
1870 bis 1895 war die Deutsche Partei die führende Partei im Königreich Württemberg. Mit dem Tod von Julius Hölder im Jahre 1887 verlor die Partei jedoch ihre entscheidende Integrationsfigur. Die späteren Vorsitzenden der Partei wechselten häufig und es zeigten sich Schwächen in der inneren Führung und Publizistik. Nach 1895 büßte die Partei zunehmend an Boden ein zugunsten der linksliberalen Volkspartei und den sich nun auch im Königreich Württemberg formierenden Landesverbänden der Parteien SPD, Zentrum, Konservative (in Württemberg aus der sogenannten Landespartei hervorgegangen) und Bauernbund.
Seit 1908 nannte sich die Deutsche Partei offiziell Nationalliberale Partei – Deutsche Partei in Württemberg.
In der Spätphase der Monarchie war der Reichstagsabgeordnete und nachmalige württembergische Staatspräsident Johannes von Hieber ein dem linken (sozialen) Flügel der Deutschen Partei zugerechneter Politiker. Die Deutsche Partei bestand bis ins Jahr 1918 und schloss sich nach dem Ende des Ersten Weltkriegs unter dem maßgeblichen Einfluss Hiebers am 7. Dezember 1918 zusammen mit der Fortschrittlichen Volkspartei der neuen DDP an. In Württemberg wäre somit beinahe die Überwindung der langfristigen Spaltung des Liberalismus in zwei Parteien gelungen, wenn nicht dem Beispiel Gustav Stresemanns folgend schließlich durch alte Nationalliberale wie Gottlob Egelhaaf auch im Volksstaat Württemberg eine Landesorganisation der neuen DVP ins Leben gerufen worden wäre.

## Organisation
Die höchste Instanz der Deutschen Partei im Königreich Württemberg war die Landesversammlung, die etwa einmal im Jahr tagte und zu der jedes Mitglied freien Zutritt mit Stimmrecht hatte. In absoluten Zahlen waren die Anzahl der Teilnehmer der Landesversammlung zum Beispiel im Jahre 1892 etwa 250 und 1904 etwa 900 Personen. Eine der Deutschen Partei nahestehende Zeitung war die Schwäbische Kronik.
Die Anzahl der Mitglieder der Deutschen Partei entwickelte sich wie folgt:
| Jahr | Anzahl            |
| ---- | ----------------- |
| 1898 | 5.000 Mitglieder  |
| 1900 | 6.000 Mitglieder  |
| 1903 | 6.600 Mitglieder  |
| 1914 | 10.800 Mitglieder |

Die Parteivorsitzenden der Deutschen Partei sind nachfolgend aufgelistet:
| Dauer                   | Vorsitzender           |
| ----------------------- | ---------------------- |
| 1866–1875               | Julius von Hölder      |
| 1875                    | Gustav Müller          |
| 1875–?                  | Wilhelm Lang           |
| ?–1881                  | Max Römer              |
| 1881–1887               | Carl Wilhelm von Wolff |
| 1887–1891 oder 1894 (?) | Karl von Göz           |

| Dauer     | Vorsitzender        |
| --------- | ------------------- |
| 1891–1902 | Richard Schall      |
| 1902–1903 | Sigmund Schott      |
| 1903–1905 | Adolf Schiedmayer   |
| 1905–1911 | Johannes von Hieber |
| 1911–1913 | Franz Kübel         |
| 1913–1918 | List                |